# CAO 26
CAO 26, in België, is een collectieve arbeidsovereenkomst is in 1975 afgesloten in de Nationale Arbeidsraad die inhoudt dat een persoon met een handicap, tewerkgesteld in een normaal arbeidsregime, hetzelfde minimumloon moet ontvangen als een werknemer zonder handicap. Deze CAO werd op 20 februari 2009 vervangen door een nieuwe CAO 99. Deze nieuwe CAO werd opgemaakt om een betere afstemming te hebben met de meest recente regelingen op regionaal niveau. In Vlaanderen werd de premie die voortvloeit uit CAO 26 vervangen door een nieuw premiestelsel dat VOP, of Vlaamse Ondersteuningspremie, heet. Deze regeling ging in Vlaanderen in op 1 oktober 2008. De onderstaande tekst beschrijft dus de regeling die bestond tot 30 september 2008. 

## Werkgever
De werkgever ontvangt een vergoeding voor het eventuele rendementsverlies. Dit kan hij gebruiken in het kader van zijn diversiteitsmanagement. 
CAO 26 is een loonsubsidie bepaald door het percentage handicap. De werkgever kan van 5% tot 50% van de loonlast ontvangen als subsidie. De loonlast is het brutoloon van de werknemer met daarbij de patronale lasten en de premie van de arbeidsongevallenverzekering.
De werkgever komt uit de privé-sector en moet voldoen aan alle wettelijke verplichtingen zoals het afsluiten van een arbeidscontract met in bijlage een aanvraag tot en attest van machtiging door de sociale inspectie. Het Vlaams Fonds voor de Sociale Integratie van Personen met een Handicap adviseert de sociale inspectie. De CAO 26 geldt voor één jaar, maar kan verlengd worden.

## Werknemer
De werknemer is een persoon met een handicap die erkend is door het Vlaams Fonds voor de Sociale Integratie van Personen met een Handicap. De werknemer heeft de loonsubsidie aangevraagd via een multidisciplinair team en de toelating tot bijstand bij opleiding en werk op de open arbeidsmarkt verkregen. 
Hij kan hierdoor onder meer gebruikmaken van de loonsubsidie CAO 26, maar ook van de Vlaamse Inschakelingspremie. Hij kan met zijn CAO 26 ook terecht in een beschutte werkplaats, maar slechts voor één jaar.